# 越南瘰螈
越南瘰螈（学名：Paramesotriton deloustali）也称北部湾准中螈、德氏瘰螈，一种分布于越南北部的两栖动物，隶属于蝾螈科瘰螈属。
有学者在中华人民共和国云南省中越边境地区发现本种完整的线粒体基因组，认为在中国境内可能也有分布。